# FK Frýdek-Místek

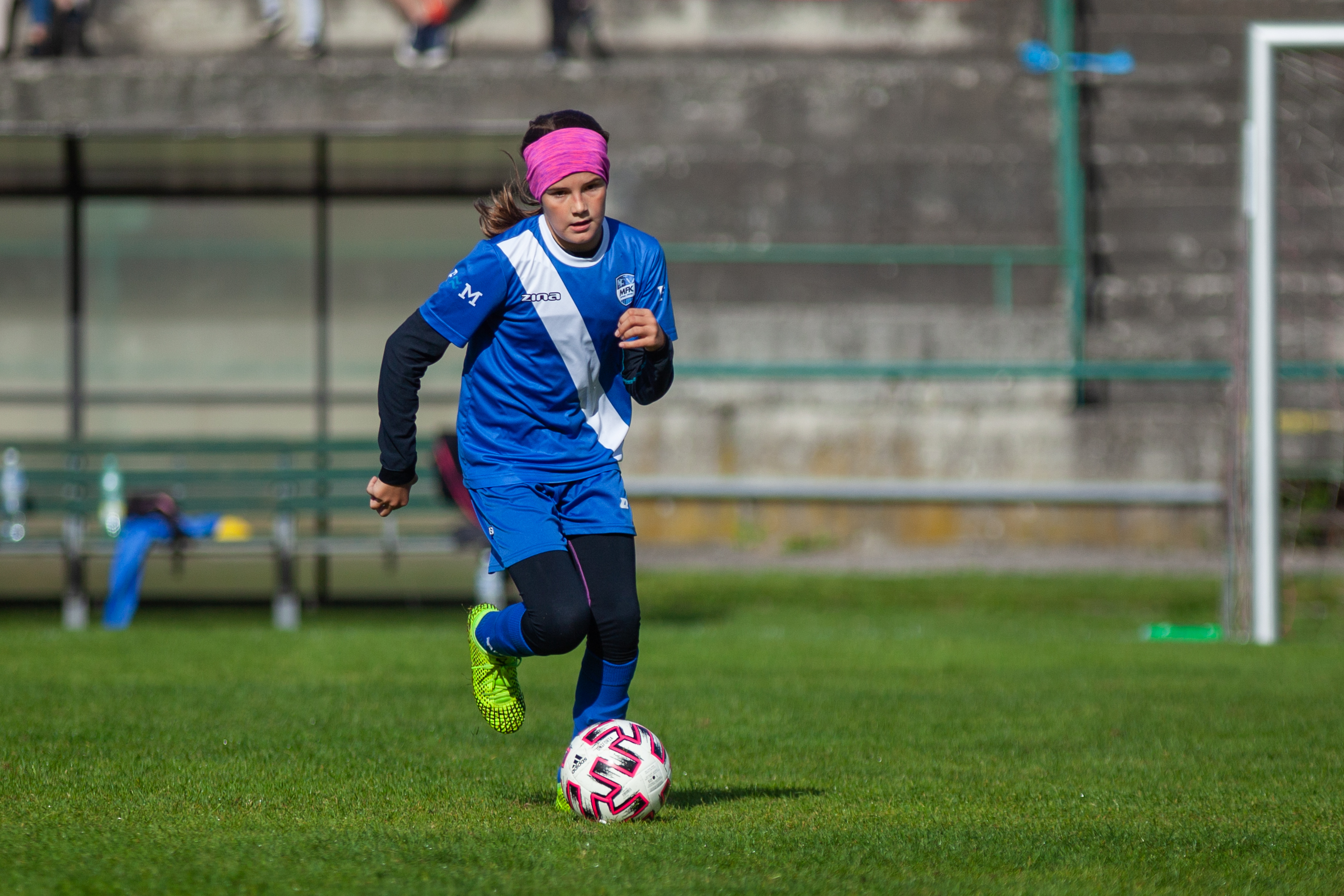
Juniorská hráčka MFK Frýdek-Místek (2020)

FK Frýdek-Místek (přezdíván též jako Lipina nebo Valcíři) je český fotbalový klub, který sídlí ve městě Frýdek-Místek v Moravskoslezském kraji. Působí od sezony 2018/19 v MSFL (3. nejvyšší soutěž). Největším úspěchem klubu je účast v jedné sezoně 1.ligy v ročníku 1976/77 a 26 ročnících 2. nejvyšší soutěže.
Klubovými barvami je modrá a bílá. Klub byl založen roku 1921. Své domácí zápasy A tým hraje na stadionu Stovky, který má kapacitu 2 400 sedících diváků.

## Historie
Historie klubu je úzce spjata s hutí (názvy Karlova huť, Železárny Stalingrad, Válcovny plechu Frýdek-Místek) nacházející se ve Frýdku v místní části zvané Lipina – odtud dvě přezdívky klubu. Roku 1921 je při ní založena tělovýchovná jednota dělníků a na pozemku hutě je u řeky Ostravice (u dnešních ulic Skautská a Fügnerova) zbudováno hřiště.
Zlatou éru klubu představovala 70. léta – během sedmi let postoupil klub z oblastní úrovně až do nejvyšší československé ligy. V ní se udržel jeden ročník (1976–77), od té doby se pohybuje na úrovni druhé nebo třetí nejvyšší soutěže. Roku 1976 byl v místní části Baranovice na ulici Horní otevřen nový stadion Stovky, kam se klub přesunul, a který nahradil stadion u řeky, vybavením i prostorem již zcela nevyhovující.
Hlavním rivalem klubu byl TJ Slezan Frýdek-Místek, a to až do roku 1997, kdy byly oba kluby sloučeny v jeden.

### Spor s MFK Frýdek-Místek, z.s.
K prvním problémům mezi MFK Frýdek-Místek, z.s. a MFK Frýdek-Místek, a.s. došlo mezi lety 2016-2017. V roce 2019 byla všechna mládežnická družstva převedena do rukou zapsaného spolku k nelibosti MFK Frýdek-Místek, a.s., který provozoval tehdy mužstvo dospělých hrající MSFL. Spor vygradoval v únoru 2021, kdy zapsaný spolek podal sdělení akciové společnosti o oddružení. Akciovka sdělení plně akceptovala. MFK Frýdek-Místek, z.s. a MFK Frýdek-Místek, a.s. jsou tedy dva samostatné subjekty, které se sebou nemají nic společného.
Začátkem dubna 2021 se vedení MFK Frýdek-Místek, a.s. domluvilo s představiteli FC Vratimov, z.s. na převodu klubu do Vratimova a jeho přejmenování na FC Vratimov, a.s., které vejde v platnost 1. července 2021. Dne 6. dubna tuto skutečnost potvrdil FAČR na zasedání výkonného výboru. FC Vratimov, a.s. tak získá i právo na start v MSFL v sezoně 2021/22.
MFK Frýdek-Místek, z.s. se po odstoupení FC Odra Petřkovice z MSFL po sezoně 2020/21 domluvil na převodu třetiligové licence do nově vzniklého subjektu FK Frýdek-Místek, z.s., který je tak pokračovatelem tradice frýdeckomísteckého fotbalu.

## Historické názvy
Zdroj: 
- 1921 – Karlovohutní FK (Karlovohutní fotbalový klub)
- 1950 – ZSJ Železárny Stalingrad (Závodní sokolská jednota Železárny Stalingrad)
- 1954 – DSO Baník Místek (Dobrovolná sportovní organizace Baník Místek)
- 1958 – TJ Železárny Stalingrad (Tělovýchovná jednota Železárny Stalingrad)
- 1960 – TJ VP Frýdek-Místek (Tělovýchovná jednota Válcovny plechu Frýdek-Místek)
- 1991 – FK VP Frýdek-Místek (Fotbalový klub Válcovny plechu Frýdek-Místek)
- 1997 – fúze s TJ Slezan Frýdek-Místek ⇒ název nezměněn
- 2003 – FK Frýdek-Místek (Fotbalový klub Frýdek-Místek)
- 2004 – Fotbal Frýdek-Místek
- 2011 – MFK Frýdek-Místek, a.s. (Městský fotbalový klub Frýdek-Místek, akciová společnost)
- 2021 – fúze MFK Frýdek-Místek, a.s. s FC Vratimov, z.s. ⇒ vznik FC Vratimov, a.s. (zánik frýdecké akciovky)[5]
- 2021 – MFK Frýdek-Místek, z.s. ⇒ FK Frýdek-Místek, z.s. (Fotbalový klub Frýdek-Místek, zapsaný spolek)[6]

## Dresy
Frýdecko-místecký fotbalový klub používá dresy s šikmým pruhem, které jsou charakteristické pro jihoamerické týmy. Tento nápad pochází z hlavy místního rodáka, fotbalisty Jaroslava Přečka, který působil v Rudé Hvězdě Jihlava, B-týmu Rudé Hvězdy Brno a Rudé Hvězdy Bratislava. Bratislavské mužstvo si nechalo pro výjezd do Jižní Ameriky vyrobit dresy s šikmým pruhem. Přečkovi se zalíbily a navrhl, aby je používaly i Válcovny plechu Frýdek-Místek (tehdejší název klubu), kde také působil.

## Umístění v jednotlivých sezonách
Stručný přehled
Zdroj: 
- 1942–1943: Moravskoslezská divize
- 1943–1944: I. A třída
- 1955–1956: Oblastní soutěž – sk. D
- 1972–1973: Divize D
- 1973–1975: 3. liga – sk. B
- 1975–1976: 2. liga
- 1976–1977: 1. liga
- 1977–1981: ČNFL – sk. B
- 1981–1990: I. ČNFL
- 1990–1991: II. ČNFL – sk. B
- 1991–1993: Moravskoslezská fotbalová liga
- 1993–2000: 2. liga
- 2000–2004: Moravskoslezská fotbalová liga
- 2004–2006: Divize D
- 2006–2013: Moravskoslezská fotbalová liga
- 2013–2018: Fotbalová národní liga
- 2018– : Moravskoslezská fotbalová liga

Jednotlivé ročníky
Zdroj: 
Legenda: Z - zápasy, V - výhry, R - remízy, P - porážky, VG - vstřelené góly, OG - obdržené góly, +/- - rozdíl skóre, B - body, červené podbarvení - sestup, zelené podbarvení - postup, fialové podbarvení - reorganizace, změna skupiny či soutěže
| Protektorát Čechy a Morava (1942 – 1945) |                                                                  |                                                                  |                                                                  |                                                                  |                                                                  |                                                                  |                                                                  |                                                                  |                                                                  |                                                                  |                                                                  |                                                                  |
| Sezóny                                   | Liga                                                             | Úroveň                                                           | Z                                                                | V                                                                | R                                                                | P                                                                | VG                                                               | OG                                                               | +/-                                                              | B                                                                | Pozice                                                           | Český pohár                                                      |
| 1942/43                                  | Moravskoslezská divize                                           | 2                                                                | 26                                                               | 6                                                                | 5                                                                | 15                                                               | 46                                                               | 77                                                               | -31                                                              | 17                                                               | 13.                                                              | ?                                                                |
| 1943/44                                  | I. A třída                                                       | 3                                                                | ...                                                              | ...                                                              | ...                                                              | ...                                                              | ...                                                              | ...                                                              | ...                                                              | ...                                                              |                                                                  | ?                                                                |
| 1944/45                                  | Fotbalová liga se nehrála, stejně tak i nižší fotbalové soutěže. | Fotbalová liga se nehrála, stejně tak i nižší fotbalové soutěže. | Fotbalová liga se nehrála, stejně tak i nižší fotbalové soutěže. | Fotbalová liga se nehrála, stejně tak i nižší fotbalové soutěže. | Fotbalová liga se nehrála, stejně tak i nižší fotbalové soutěže. | Fotbalová liga se nehrála, stejně tak i nižší fotbalové soutěže. | Fotbalová liga se nehrála, stejně tak i nižší fotbalové soutěže. | Fotbalová liga se nehrála, stejně tak i nižší fotbalové soutěže. | Fotbalová liga se nehrála, stejně tak i nižší fotbalové soutěže. | Fotbalová liga se nehrála, stejně tak i nižší fotbalové soutěže. | Fotbalová liga se nehrála, stejně tak i nižší fotbalové soutěže. | Fotbalová liga se nehrála, stejně tak i nižší fotbalové soutěže. |
| Československo (1945 – 1993)             |                                                                  |                                                                  |                                                                  |                                                                  |                                                                  |                                                                  |                                                                  |                                                                  |                                                                  |                                                                  |                                                                  |                                                                  |
| Sezóny                                   | Liga                                                             | Úroveň                                                           | Z                                                                | V                                                                | R                                                                | P                                                                | VG                                                               | OG                                                               | +/-                                                              | B                                                                | Pozice                                                           | Český pohár                                                      |
| ...                                      |                                                                  |                                                                  |                                                                  |                                                                  |                                                                  |                                                                  |                                                                  |                                                                  |                                                                  |                                                                  |                                                                  |                                                                  |
| 1955                                     | Oblastní soutěž – sk. D                                          | 3                                                                | 22                                                               | 7                                                                | 5                                                                | 10                                                               | 24                                                               | 42                                                               | -18                                                              | 19                                                               | 9.                                                               | ?                                                                |
| 1956                                     | Oblastní soutěž – sk. D                                          | 3                                                                | 22                                                               | 5                                                                | 4                                                                | 13                                                               | 30                                                               | 68                                                               | -38                                                              | 14                                                               | 11.                                                              | ?                                                                |
| ...                                      |                                                                  |                                                                  |                                                                  |                                                                  |                                                                  |                                                                  |                                                                  |                                                                  |                                                                  |                                                                  |                                                                  |                                                                  |
| 1972/73                                  | Divize D                                                         | 4                                                                | 30                                                               | 18                                                               | 6                                                                | 6                                                                | 48                                                               | 29                                                               | +19                                                              | 42                                                               | 1.                                                               | ?                                                                |
| 1973/74                                  | 3. liga – sk. B                                                  | 3                                                                | 30                                                               | 14                                                               | 6                                                                | 10                                                               | 44                                                               | 30                                                               | +14                                                              | 34                                                               | 5.                                                               | ?                                                                |
| 1974/75                                  | 3. liga – sk. B                                                  | 3                                                                | 30                                                               | 19                                                               | 6                                                                | 5                                                                | 51                                                               | 16                                                               | +35                                                              | 44                                                               | 1.                                                               | ?                                                                |
| 1975/76                                  | 2. liga                                                          | 2                                                                | 30                                                               | 16                                                               | 6                                                                | 8                                                                | 41                                                               | 30                                                               | +11                                                              | 38                                                               | 1.                                                               | ?                                                                |
| 1976/77                                  | 1. liga                                                          | 1                                                                | 30                                                               | 8                                                                | 7                                                                | 15                                                               | 35                                                               | 48                                                               | −13                                                              | 23                                                               | 15.                                                              | ?                                                                |
| 1977/78                                  | ČNFL – sk. B                                                     | 2                                                                | 30                                                               | 17                                                               | 6                                                                | 7                                                                | 55                                                               | 24                                                               | +31                                                              | 40                                                               | 1.                                                               | ?                                                                |
| 1978/79                                  | ČNFL – sk. B                                                     | 2                                                                | 30                                                               | 16                                                               | 10                                                               | 4                                                                | 53                                                               | 24                                                               | +29                                                              | 42                                                               | 1.                                                               | ?                                                                |
| 1979/80                                  | ČNFL – sk. B                                                     | 2                                                                | 30                                                               | 11                                                               | 8                                                                | 11                                                               | 44                                                               | 42                                                               | +2                                                               | 30                                                               | 7.                                                               | ?                                                                |
| 1980/81                                  | ČNFL – sk. B                                                     | 2                                                                | 30                                                               | 14                                                               | 7                                                                | 9                                                                | 40                                                               | 26                                                               | +14                                                              | 35                                                               | 6.                                                               | 1. kolo                                                          |
| 1981/82                                  | I. ČNFL                                                          | 2                                                                | 30                                                               | 8                                                                | 12                                                               | 10                                                               | 36                                                               | 38                                                               | −2                                                               | 28                                                               | 9.                                                               | 1. kolo                                                          |
| 1982/83                                  | I. ČNFL                                                          | 2                                                                | 30                                                               | 12                                                               | 5                                                                | 13                                                               | 31                                                               | 27                                                               | +4                                                               | 29                                                               | 10.                                                              | 7. kolo                                                          |
| 1983/84                                  | I. ČNFL                                                          | 2                                                                | 30                                                               | 13                                                               | 5                                                                | 12                                                               | 31                                                               | 30                                                               | +1                                                               | 31                                                               | 6.                                                               | 3. kolo                                                          |
| 1984/85                                  | I. ČNFL                                                          | 2                                                                | 30                                                               | 8                                                                | 7                                                                | 15                                                               | 20                                                               | 40                                                               | −20                                                              | 23                                                               | 13.                                                              | 1. kolo                                                          |
| 1985/86                                  | I. ČNFL                                                          | 2                                                                | 30                                                               | 10                                                               | 5                                                                | 15                                                               | 28                                                               | 42                                                               | −14                                                              | 25                                                               | 13.                                                              | 2. kolo                                                          |
| 1986/87                                  | I. ČNFL                                                          | 2                                                                | 30                                                               | 12                                                               | 9                                                                | 9                                                                | 43                                                               | 36                                                               | +7                                                               | 33                                                               | 4.                                                               | 1. kolo                                                          |
| 1987/88                                  | I. ČNFL                                                          | 2                                                                | 28                                                               | 13                                                               | 7                                                                | 8                                                                | 38                                                               | 26                                                               | +12                                                              | 33                                                               | 3.                                                               | 4. kolo                                                          |
| 1988/89                                  | I. ČNFL                                                          | 2                                                                | 30                                                               | 10                                                               | 8                                                                | 12                                                               | 30                                                               | 33                                                               | −3                                                               | 28                                                               | 9.                                                               | 3. kolo                                                          |
| 1989/90                                  | I. ČNFL                                                          | 2                                                                | 30                                                               | 1                                                                | 3                                                                | 26                                                               | 14                                                               | 75                                                               | −61                                                              | −1                                                               | 16.                                                              | 2. kolo                                                          |
| 1990/91                                  | II. ČNFL – sk. B                                                 | 3                                                                | 30                                                               | 6                                                                | 8                                                                | 16                                                               | 27                                                               | 56                                                               | −29                                                              | 20                                                               | 14.                                                              | 1. kolo                                                          |
| 1991/92                                  | Moravskoslezská fotbalová liga                                   | 3                                                                | 30                                                               | 14                                                               | 9                                                                | 7                                                                | 44                                                               | 34                                                               | +10                                                              | 37                                                               | 2.                                                               | 1. kolo                                                          |
| 1992/93                                  | Moravskoslezská fotbalová liga                                   | 3                                                                | 30                                                               | 19                                                               | 6                                                                | 5                                                                | 61                                                               | 22                                                               | +39                                                              | 44                                                               | 1.                                                               | Čtvrtfinále                                                      |
| Česko (1993 – )                          |                                                                  |                                                                  |                                                                  |                                                                  |                                                                  |                                                                  |                                                                  |                                                                  |                                                                  |                                                                  |                                                                  |                                                                  |
| Sezóna                                   | Liga                                                             | Úroveň                                                           | Z                                                                | V                                                                | R                                                                | P                                                                | VG                                                               | OG                                                               | +/-                                                              | B                                                                | Pozice                                                           | Český pohár                                                      |
| 1993/94                                  | 2. liga                                                          | 2                                                                | 30                                                               | 13                                                               | 7                                                                | 10                                                               | 33                                                               | 29                                                               | +4                                                               | 33                                                               | 6.                                                               | 3. kolo                                                          |
| 1994/95                                  | 2. liga                                                          | 2                                                                | 34                                                               | 13                                                               | 8                                                                | 13                                                               | 50                                                               | 46                                                               | +4                                                               | 47                                                               | 10.                                                              | 3. kolo                                                          |
| 1995/96                                  | 2. liga                                                          | 2                                                                | 30                                                               | 10                                                               | 8                                                                | 12                                                               | 34                                                               | 36                                                               | −2                                                               | 38                                                               | 10.                                                              | 3. kolo                                                          |
| 1996/97                                  | 2. liga                                                          | 2                                                                | 30                                                               | 8                                                                | 12                                                               | 10                                                               | 35                                                               | 40                                                               | −5                                                               | 36                                                               | 11.                                                              | 1. kolo                                                          |
| 1997/98                                  | 2. liga                                                          | 2                                                                | 30                                                               | 10                                                               | 10                                                               | 10                                                               | 44                                                               | 39                                                               | +5                                                               | 40                                                               | 8.                                                               | 2. kolo                                                          |
| 1998/99                                  | 2. liga                                                          | 2                                                                | 30                                                               | 9                                                                | 7                                                                | 14                                                               | 23                                                               | 30                                                               | −7                                                               | 34                                                               | 9.                                                               | 1. kolo                                                          |
| 1999/00                                  | 2. liga                                                          | 2                                                                | 30                                                               | 4                                                                | 4                                                                | 22                                                               | 26                                                               | 64                                                               | −38                                                              | 16                                                               | 16.                                                              | 2. kolo                                                          |
| 2000/01                                  | Moravskoslezská fotbalová liga                                   | 3                                                                | 30                                                               | 10                                                               | 3                                                                | 17                                                               | 35                                                               | 55                                                               | −20                                                              | 33                                                               | 12.                                                              | 2. kolo                                                          |
| 2001/02                                  | Moravskoslezská fotbalová liga                                   | 3                                                                | 30                                                               | 8                                                                | 6                                                                | 16                                                               | 39                                                               | 51                                                               | −12                                                              | 30                                                               | 14.                                                              | 1. kolo                                                          |
| 2002/03                                  | Moravskoslezská fotbalová liga                                   | 3                                                                | 30                                                               | 14                                                               | 8                                                                | 8                                                                | 35                                                               | 29                                                               | +6                                                               | 50                                                               | 4.                                                               | 2. kolo                                                          |
| 2003/04                                  | Moravskoslezská fotbalová liga                                   | 3                                                                | 30                                                               | 7                                                                | 8                                                                | 15                                                               | 28                                                               | 45                                                               | −17                                                              | 29                                                               | 15.                                                              | 1. kolo                                                          |
| 2004/05                                  | Divize E                                                         | 4                                                                | 30                                                               | 11                                                               | 5                                                                | 14                                                               | 43                                                               | 56                                                               | −13                                                              | 38                                                               | 9.                                                               | 1. kolo                                                          |
| 2005/06                                  | Divize E                                                         | 4                                                                | 30                                                               | 21                                                               | 5                                                                | 4                                                                | 80                                                               | 26                                                               | +54                                                              | 68                                                               | 2.                                                               | 1. kolo                                                          |
| 2006/07                                  | Moravskoslezská fotbalová liga                                   | 3                                                                | 30                                                               | 13                                                               | 10                                                               | 7                                                                | 50                                                               | 39                                                               | +11                                                              | 49                                                               | 4.                                                               | 1. kolo                                                          |
| 2007/08                                  | Moravskoslezská fotbalová liga                                   | 3                                                                | 30                                                               | 14                                                               | 6                                                                | 10                                                               | 50                                                               | 38                                                               | +12                                                              | 48                                                               | 5.                                                               | 4. kolo                                                          |
| 2008/09                                  | Moravskoslezská fotbalová liga                                   | 3                                                                | 30                                                               | 12                                                               | 7                                                                | 11                                                               | 41                                                               | 37                                                               | +4                                                               | 43                                                               | 6.                                                               | 3. kolo                                                          |
| 2009/10                                  | Moravskoslezská fotbalová liga                                   | 3                                                                | 28                                                               | 13                                                               | 6                                                                | 9                                                                | 46                                                               | 32                                                               | +14                                                              | 45                                                               | 4.                                                               | 2. kolo                                                          |
| 2010/11                                  | Moravskoslezská fotbalová liga                                   | 3                                                                | 28                                                               | 14                                                               | 6                                                                | 8                                                                | 50                                                               | 35                                                               | +15                                                              | 48                                                               | 3.                                                               | 1. kolo                                                          |
| 2011/12                                  | Moravskoslezská fotbalová liga                                   | 3                                                                | 30                                                               | 19                                                               | 6                                                                | 5                                                                | 64                                                               | 26                                                               | +38                                                              | 63                                                               | 2.                                                               | 3. kolo                                                          |
| 2012/13                                  | Moravskoslezská fotbalová liga                                   | 3                                                                | 30                                                               | 20                                                               | 4                                                                | 6                                                                | 60                                                               | 27                                                               | +33                                                              | 64                                                               | 2.                                                               | 2. kolo                                                          |
| 2013/14                                  | Fotbalová národní liga                                           | 2                                                                | 30                                                               | 8                                                                | 10                                                               | 12                                                               | 33                                                               | 40                                                               | −7                                                               | 34                                                               | 14.                                                              | 2. kolo                                                          |
| 2014/15                                  | Fotbalová národní liga                                           | 2                                                                | 30                                                               | 8                                                                | 4                                                                | 18                                                               | 28                                                               | 41                                                               | −13                                                              | 28                                                               | 14.                                                              | 3. kolo                                                          |
| 2015/16                                  | Fotbalová národní liga                                           | 2                                                                | 28                                                               | 8                                                                | 9                                                                | 11                                                               | 30                                                               | 37                                                               | −7                                                               | 33                                                               | 10.                                                              | 4. kolo                                                          |
| 2016/17                                  | Fotbalová národní liga                                           | 2                                                                | 30                                                               | 7                                                                | 8                                                                | 15                                                               | 40                                                               | 57                                                               | −17                                                              | 29                                                               | 15.                                                              | 2. kolo                                                          |
| 2017/18                                  | Fotbalová národní liga                                           | 2                                                                | 30                                                               | 6                                                                | 9                                                                | 15                                                               | 26                                                               | 54                                                               | −28                                                              | 27                                                               | 16.                                                              | 1. kolo                                                          |
| 2018/19                                  | Moravskoslezská fotbalová liga                                   | 3                                                                | 30                                                               | 19                                                               | 3                                                                | 8                                                                | 54                                                               | 33                                                               | +21                                                              | 60                                                               | 3.                                                               | 2. kolo                                                          |
| ** 2019/20                               | Moravskoslezská fotbalová liga                                   | 3                                                                | 18                                                               | 10                                                               | 4                                                                | 4                                                                | 29                                                               | 16                                                               | +13                                                              | 34                                                               | 3.                                                               | 2.kolo                                                           |
| ** 2020/21                               | Moravskoslezská fotbalová liga                                   | 3                                                                | 10                                                               | 6                                                                | 1                                                                | 3                                                                | 23                                                               | 17                                                               | +5                                                               | 19                                                               | 3.                                                               | 2.kolo                                                           |
| 2021/22                                  | Moravskoslezská fotbalová liga                                   | 3                                                                | 32                                                               | 14                                                               | 7                                                                | 11                                                               | 56                                                               | 52                                                               | +4                                                               | 49                                                               | 7.                                                               | 1. kolo                                                          |
| 2022/23                                  | Moravskoslezská fotbalová liga                                   | 3                                                                | 34                                                               | 11                                                               | 10                                                               | 13                                                               | 46                                                               | 48                                                               | -2                                                               | 43                                                               | 10.                                                              | 4. kolo                                                          |
| 2023/24                                  | Moravskoslezská fotbalová liga                                   | 3                                                                | 34                                                               | 12                                                               | 11                                                               | 11                                                               | 52                                                               | 41                                                               | +11                                                              | 47                                                               | 9.                                                               | 2. kolo                                                          |
| 2024/25                                  | Moravskoslezská fotbalová liga                                   | 3                                                                | 34                                                               | 15                                                               | 8                                                                | 11                                                               | 55                                                               | 50                                                               | +5                                                               | 53                                                               | 5.                                                               |                                                                  |

**= sezona předčasně ukončena z důvodu pandemie covidu-19

## Prvoligová sezona 1976/77

### Hráčský kádr
Václav Blín (15/0/2),
Antonín Jurásek (10/0/3),
Jiří Pasyk (7/0/0) –
Ján Barčák (23/1),
Ladislav Coufal (26/2),
Michal Čermák (13/0),
Tibor Duda (28/1),
Jiří Fabík (5/1),
Lubomír Juřica (11/0),
Petr Kokeš (20/1),
Ivan Kopecký (29/2),
Ladislav Kubalák (26/0),
Miroslav Levinský (28/6),
Marián Lovíšek (16/2),
Jozef Marchevský (30/14),
Jiří Markusek (13/0),
Miroslav Mička (10/1),
Jiří Mrázek (26/2),
Václav Pěcháček (9/0),
Miroslav Pešice (4/0),
Jaromír Šeděnka (18/2),
Dušan Zbončák (11/0) –
trenér Ján Zachar, asistenti Vítězslav Kolda a Lubomír Moroň

### Jednotlivé zápasy
| Kolo | Datum         | D/V   | Soupeř                   | Výsledek (poločas)   | Střelci Frýdku-Místku        |
| ---- | ------------- | ----- | ------------------------ | -------------------- | ---------------------------- |
| 1.   | UT 17.08.1976 | Venku | Slavia Praha             | prohra 0:2 (0:1)     | –                            |
| 2.   | SO 21.08.1976 | Doma  | Zbrojovka Brno           | výhra 2:1 (0:0)      | Levinský, Marchevský         |
| 3.   | NE 29.08.1976 | Venku | Lokomotíva Košice        | prohra 1:2 (0:0)     | Fabík                        |
| 4.   | NE 05.09.1976 | Venku | Bohemians ČKD Praha      | prohra 0:3 (0:1)     | –                            |
| 5.   | SO 11.09.1976 | Doma  | Slovan CHZJD Bratislava  | prohra 1:2 (0:1)     | Marchevský                   |
| 6.   | SO 18.09.1976 | Venku | Škoda Plzeň              | prohra 1:2 (0:1)     | Marchevský                   |
| 7.   | PA 01.10.1976 | Doma  | ZVL Žilina               | prohra 0:1 (0:0)     | –                            |
| 8.   | NE 17.10.1976 | Venku | Sparta ČKD Praha         | výhra 1:0 (0:0)      | Mrázek                       |
| 9.   | NE 24.10.1976 | Doma  | Spartak Trnava           | nerozhodně 0:0       | –                            |
| 10.  | NE 31.10.1976 | Venku | VSS Košice               | nerozhodně 0:0       | –                            |
| 11.  | NE 07.11.1976 | Doma  | Baník OKD Ostrava        | výhra 2:1 (1:0)      | Duda, Marchevský             |
| 12.  | SO 13.11.1976 | Venku | Internacionál Bratislava | nerozhodně 1:1 (0:1) | Levinský                     |
| 13.  | NE 21.11.1976 | Doma  | Jednota Trenčín          | prohra 1:2 (1:1)     | Marchevský                   |
| 14.  | NE 28.11.1976 | Venku | Sklo Union Teplice       | prohra 0:4 (0:3)     | –                            |
| 15.  | SO 04.12.1976 | Doma  | Dukla Praha              | prohra 3:4 (2:4)     | Lovíšek 2, Levinský          |
| 16.  | NE 13.02.1977 | Doma  | Slavia Praha             | prohra 2:3 (0:0)     | Levinský, Marchevský         |
| 17.  | NE 20.02.1977 | Venku | Zbrojovka Brno           | prohra 1:2 (1:1)     | Mička                        |
| 18.  | NE 27.02.1977 | Doma  | Lokomotíva Košice        | výhra 4:1 (2:0)      | Marchevský 2, Coufal, Barčák |
| 19.  | SO 05.03.1977 | Doma  | Bohemians ČKD Praha      | nerozhodně 2:2 (1:0) | Coufal, Marchevský           |
| 20.  | NE 13.03.1977 | Venku | Slovan CHZJD Bratislava  | prohra 0:1 (0:0)     | –                            |
| 21.  | SO 19.03.1977 | Doma  | Škoda Plzeň              | výhra 3:2 (2:0)      | Marchevský, Kopecký, Mrázek  |
| 22.  | PO 04.04.1977 | Venku | ZVL Žilina               | výhra 3:1 (0:0)      | Kokeš, Kopecký, Marchevský   |
| 23.  | NE 10.04.1977 | Doma  | Sparta ČKD Praha         | výhra 3:2 (0:1)      | Levinský 2, Marchevský       |
| 24.  | SO 16.04.1977 | Venku | Spartak Trnava           | prohra 0:2 (0:0)     | –                            |
| 25.  | SO 23.04.1977 | Doma  | VSS Košice               | výhra 1:0 (1:0)      | Šeděnka                      |
| 26.  | PA 29.04.1977 | Venku | Baník OKD Ostrava        | prohra 0:1 (0:1)     | –                            |
| 27.  | ST 04.05.1977 | Doma  | Internacionál Bratislava | nerozhodně 0:0       | –                            |
| 28.  | PO 16.05.1977 | Venku | Jednota Trenčín          | nerozhodně 1:1 (0:1) | Šeděnka                      |
| 29.  | SO 28.05.1977 | Doma  | Sklo Union Teplice       | nerozhodně 1:1 (0:1) | Marchevský                   |
| 30.  | PO 06.06.1977 | Venku | Dukla Praha              | prohra 1:4 (0:4)     | Marchevský (PK)              |

## MFK Frýdek-Místek „B“
MFK Frýdek-Místek „B“ je rezervní tým Frýdku-Místku. Klub vznikl v roce 1997 z bývalého týmu Slezanu. Největšího úspěchu dosáhl klub v sezóně 1998/99, kdy se v Divizi E (4. nejvyšší soutěž) umístil na 5. místě. Rezervní tým zanikl v roce 2013 a byl znovu obnoven v ročníku 2020/21.

### Umístění v jednotlivých sezonách
Stručný přehled
Zdroj: 
- 1997–2000: Divize E
- 2000–2001: Slezský župní přebor
- 2008–2009: Okresní soutěž Frýdecko-Místecka
- 2009–2010: Okresní přebor Frýdecko-Místecka
- 2010–2011: I. B třída Moravskoslezského kraje – sk. C
- 2011–2012: I. A třída Moravskoslezského kraje – sk. B
- 2012–2013: Přebor Moravskoslezského kraje

Jednotlivé ročníky
Zdroj: 
Legenda: Z - zápasy, V - výhry, R - remízy, P - porážky, VG - vstřelené góly, OG - obdržené góly, +/- - rozdíl skóre, B - body, červené podbarvení - sestup, zelené podbarvení - postup, fialové podbarvení - reorganizace, změna skupiny či soutěže
| Česko (1997 – 2013) |                                            |        |    |    |   |    |     |    |     |    |        |
| Sezóna              | Liga                                       | Úroveň | Z  | V  | R | P  | VG  | OG | +/- | B  | Pozice |
| 1997/98             | Divize E                                   | 4      | 30 | 10 | 8 | 12 | 41  | 47 | −6  | 38 | 9.     |
| 1998/99             | Divize E                                   | 4      | 30 | 13 | 6 | 11 | 46  | 48 | −2  | 45 | 5.     |
| 1999/00             | Divize E                                   | 4      | 30 | 10 | 1 | 19 | 39  | 44 | −5  | 31 | 14.    |
| 2000/01             | Slezský župní přebor                       | 5      | 30 | 10 | 3 | 17 | 38  | 54 | −16 | 33 | 12.    |
| ...                 |                                            |        |    |    |   |    |     |    |     |    |        |
| 2008/09             | Okresní soutěž Frýdecko-Místecka           | 9      | 20 | 16 | 3 | 1  | 99  | 18 | +81 | 51 | 1.     |
| 2009/10             | Okresní přebor Frýdecko-Místecka           | 8      | 26 | 23 | 2 | 1  | 119 | 20 | +99 | 71 | 1.     |
| 2010/11             | I. B třída Moravskoslezského kraje – sk. C | 7      | 26 | 20 | 3 | 3  | 93  | 26 | +67 | 63 | 1.     |
| 2011/12             | I. A třída Moravskoslezského kraje – sk. B | 6      | 26 | 17 | 4 | 5  | 88  | 37 | +51 | 55 | 1.     |
| 2012/13             | Přebor Moravskoslezského kraje             | 5      | 30 | 11 | 7 | 12 | 43  | 32 | +11 | 40 | 11.    |
| ...                 |                                            |        |    |    |   |    |     |    |     |    |        |
| 2020/21             | Okresní soutěž Frýdecko-Místecka           | 9      | 8  | 6  | 0 | 2  | 44  | 10 | +33 | 18 | 2.     |

## Galerie
- Zápas juniorek (U-15) na turnaji v Orlové mezi týmy FK Slavia Orlová (červeno-bílá) a MFK Frýdek-Místek (modrý) (2020)
- Zápas juniorek (U-15) na turnaji v Orlové mezi týmy FK Slavia Orlová (červeno-bílá) a MFK Frýdek-Místek (modrý) (2020)
- Zápas juniorek (U-15) na turnaji v Orlové mezi týmy FK Slavia Orlová (červeno-bílá) a MFK Frýdek-Místek (modrý) (2020)
- Zápas juniorek (U-15) na turnaji v Orlové mezi týmy FK Slavia Orlová (červeno-bílá) a MFK Frýdek-Místek (modrý) (2020)